# František Bíbl
František Bíbl (dle katalogu Národní knihovny také František Bibl, psal pod pseudonymy Jan Hart a Hermor Lilia, 13. listopadu 1880, Pardubice – 26. června 1932, Praha-Královské Vinohrady) byl český básník a překladatel.

## Život
Studoval gymnázium ve Dvoře Králové. V roce 1905 absolvoval právnickou fakultu a v letech 1906–1917 na filosofické fakultě pražské univerzity absolvoval historii a geografii. V roce 1914 složil státní zkoušku z účetnictví. Nejprve (v letech 1905–1909) učil ve Studijním ústavu dr. E. Grégra. Poté byl soukromým učitelem řečí a překladatelem.
V roce 1919 byl členem delegace na Versailleských mírových jednáních. Pracoval jako úředník na statistickém úřadě, trpěl poruchou páteře, žil samotářsky.
V roce 1926 se oženil s Annou Thumovou z Nového Strašecí. Je pochován v rodinné hrobce Thumových v tomto městě.
Zemřel 26. června 1932 v Praze-Královských Vinohradech. Některé zdroje uvádějí datum úmrtí 25. června.

## Dílo
Debutoval pod pseudonymem Hermor Lilia velmi ceněnou sbírkou Řádky (1917), plnou dekadentních motivů. Pod pseudonymem Hermor Lilia vydal i další sbírky (Mysterion, Stíny, Večery). Jeho dílo bylo zapomenuto, až v roce 1982 byl vydán výbor z jeho díla pod názvem Verše tajného básníka a v roce 1995 byla znovu vydána jeho klíčová sbírka Stíny. Přesto není mezi českou veřejností příliš známý. Kromě vlastní poezie se věnoval překladům z romantických a dekadentních básníků, především z francouzštiny (Baudelaire, Régnier, Samain) a z angličtiny (Keats, Byron, Poe). Pohřben byl v Novém Strašecí.